# La Duquesa
La Duquesa fue una telenovela mexicana producida por Valentín Pimstein para Telesistema Mexicano (hoy Televisa) en 1966, con una historia original de Estella Calderón, protagonizada por Sara García, Miguel Córcega y Belén Díaz, con las actuaciones antagónicas de Blanca Sánchez, Angelines Fernández y Andrea Palma.

## Sinopsis
Cuenta la historia de una pobre billetera a la que todos llaman "La Duquesa" (Sara García), que de joven se casó con un hombre rico con el cual tuvo una hija (Belén Díaz). Al morir su esposo la familia de él, que nunca la aceptó y no la quería por su origen humilde, le arrebató a su hija de los brazos, llevándosela muy lejos. Pasan los años y La Duquesa trabaja en las calles ofreciendo sus billetes de lotería. En una de sus idas y venidas por la ciudad conoce al joven Rafael (Miguel Córcega), un gerente de oficina bueno, honesto y caballeroso que le compra un boleto. El destino se empeña en que Rafael y La Duquesa sigan encontrándose, ya que días después él le paga la fianza para que no vaya presa después de que una mujer maliciosa (Andrea Palma) la haya acusado de robo. La Duquesa le toma confianza y cuenta su historia a Rafael. Ese mismo día La Duquesa recibe una carta de su hija avisándola de que está a punto de regresar al país. Su hija ignora que su madre es pobre y no rica como ella cree. Al sentir La Duquesa que será rechazada por su hija, Rafael la ayuda convirtiéndola de la noche a la mañana en una mujer de la alta sociedad. Al verla, su hija cree que su madre es rica y Rafael se enamora de la joven. Todo parece ir bien hasta la aparición de Diana, la perversa novia de Rafael, (Blanca Sánchez), quien junto a su maquiavélica madre (Angelines Fernández) hará lo imposible por desenmascarar a La Duquesa para que su hija se decepcione y huya del país, dejándole así el camino libre con Rafael.

## Elenco
- Sara García - La Duquesa
- Miguel Córcega - Rafael
- Belén Díaz - Isabel
- Blanca Sánchez - Diana
- Angelines Fernández
- Andrea Palma
- Enrique Aguilar - Antonio
- Estela Chacón
- Polo Ortín - Ramón
- Pura Vargas
- Mauricio Davison
- Pedro Vargas

## Versiones
- Tuvo una nueva versión en 1978, titulada "Mamá Campanita" protagonizada por Silvia Derbez, Raymundo Capetillo y Laura Zapata, con las actuaciones antagónicas de Anita Blanch y María Idalia, nuevamente bajo la producción de Valentín Pimstein para Televisa.